# Ossonis hirsutipes
Ossonis hirsutipes är en skalbaggsart som beskrevs av Aurivillius 1922. Ossonis hirsutipes ingår i släktet Ossonis och familjen långhorningar. Inga underarter finns listade i Catalogue of Life.